# خناق بوسطن (فلم)
خناق بوسطن (بالإنجليزية: Boston Strangler) هو فيلم جريمة دراما تاريخي أمريكي قادم من تأليف وإخراج مات روسكين ومن بطولة كيرا نايتلي، كاري كون، أليساندرو نيفولا، كريس كوبر، ديفيد داستمالشيان ومورغان سبيكتور، صدر الفيلم في 17 مارس على منصة هولو.

## نبذة
تحاول المراسلة لوريتا ماكلولين أن تكافح العنصرية والتمييز السائدين في المجتمع الأمريكي في ستينيات القرن الماضي، الأمر الذي يدفعها لكشف قاتل متسلسل اشتهر بخناق بوسطن.

## روابط خارجية
- خناق بوسطن على موقع IMDb (الإنجليزية)
- خناق بوسطن على موقع ميتاكريتيك (الإنجليزية)
- خناق بوسطن على موقع روتن توميتوز (الإنجليزية)
- خناق بوسطن على موقع ألو سيني (الفرنسية)
- خناق بوسطن على موقع أول موفي (الإنجليزية)
- خناق بوسطن على موقع فيلمافينيتي (الإسبانية)
- خناق بوسطن على موقع قاعدة بيانات الفيلم (الإنجليزية)
- خناق بوسطن على موقع ليتربوكسد (الإنجليزية)
- خناق بوسطن على موقع كينوبويسك (الروسية)